# Élections municipales de 2026 dans la Seine-Maritime
Pour un article plus général, voir Élections municipales françaises de 2026.
Les élections municipales dans la Seine-Maritime sont prévues en mars 2026. Cette page ne traite que les communes de 3 000 habitants et plus dans la Seine-Maritime.

## Résultats à l'échelle du département

### Maires sortants et maires élus
| Commune                    | Population (en 2022) | Maire sortant(e)          | Parti | Parti | Maire élu(e) | Parti | Parti |
| -------------------------- | -------------------- | ------------------------- | ----- | ----- | ------------ | ----- | ----- |
| Amfreville-la-Mi-Voie      | 3 280                | Hugo Langlois             |       | PS    |              |       |       |
| Barentin                   | 12 227               | Christophe Bouillon       |       | DVG   |              |       |       |
| Bihorel                    | 8 299                | Pascal Houbron            |       | UDI   |              |       |       |
| Bois-Guillaume             | 14 497               | Théo Perez                |       | SE    |              |       |       |
| Bolbec                     | 11 618               | Christophe Doré           |       | SE    |              |       |       |
| Bonsecours                 | 6 444                | Laurent Grelaud           |       | HOR   |              |       |       |
| Boos                       | 3 975                | Bruno Grisel              |       | DVD   |              |       |       |
| Canteleu                   | 14 420               | Tom Delahaye              |       | DVG   |              |       |       |
| Caudebec-lès-Elbeuf        | 10 414               | Laurent Bonnaterre        |       | HOR   |              |       |       |
| Cléon                      | 4 863                | Frédéric Marche           |       | DVG   |              |       |       |
| Darnétal                   | 9 652                | Christopher Langlois      |       | SE    |              |       |       |
| Déville-lès-Rouen          | 10 690               | Mirella Deloignon         |       | DVG   |              |       |       |
| Dieppe                     | 28 599               | Nicolas Langlois          |       | PCF   |              |       |       |
| Duclair                    | 4 017                | Jean Delalandre           |       | HOR   |              |       |       |
| Elbeuf                     | 15 774               | Djoudé Merabet            |       | PS    |              |       |       |
| Eu                         | 6 541                | Michel Barbier            |       | PCF   |              |       |       |
| Fécamp                     | 17 961               | David Roussel             |       | LR    |              |       |       |
| Forges-les-Eaux            | 3 653                | Christine Lesueur         |       | DVD   |              |       |       |
| Franqueville-Saint-Pierre  | 6 081                | Bruno Guilbert            |       | DVD   |              |       |       |
| Gonfreville-l'Orcher       | 8 939                | Alban Bruneau             |       | PCF   |              |       |       |
| Gournay-en-Bray            | 5 834                | Éric Picard               |       | LR    |              |       |       |
| Grand-Couronne             | 9 722                | Julie Lesage              |       | PS    |              |       |       |
| Le Grand-Quevilly          | 25 954               | Nicolas Rouly             |       | PS    |              |       |       |
| Gruchet-le-Valasse         | 3 026                | Didier Peralta            |       | PRV   |              |       |       |
| Harfleur                   | 8 296                | Christine Morel           |       | PCF   |              |       |       |
| Le Havre                   | 166 462              | Édouard Philippe          |       | HOR   |              |       |       |
| Le Houlme                  | 4 127                | Daniel Grenier            |       | SE    |              |       |       |
| Isneauville                | 3 713                | Sylvie Laroche            |       | DVD   |              |       |       |
| Lillebonne                 | 8 708                | Christine Déchamps        |       | DVG   |              |       |       |
| Malaunay                   | 6 125                | Guillaume Coutey          |       | PS    |              |       |       |
| Maromme                    | 11 005               | David Lamiray             |       | PS    |              |       |       |
| Le Mesnil-Esnard           | 7 998                | Jean-Marc Vennin          |       | SE    |              |       |       |
| Montivilliers              | 15 671               | Jérôme Dubost             |       | PS    |              |       |       |
| Mont-Saint-Aignan          | 20 188               | Catherine Flavigny        |       | LR    |              |       |       |
| Montville                  | 4 618                | Anne-Sophie Clabaut       |       | DVD   |              |       |       |
| Neufchâtel-en-Bray         | 4 671                | Xavier Lefrançois         |       | LR    |              |       |       |
| Notre-Dame-de-Bondeville   | 7 004                | Myriam Mulot              |       | SE    |              |       |       |
| Octeville-sur-Mer          | 6 147                | Olivier Roche             |       | DVD   |              |       |       |
| Offranville                | 3 218                | Imelda Vandecandelaere    |       | DVD   |              |       |       |
| Oissel-sur-Seine           | 12 287               | Stéphane Barré            |       | PCF   |              |       |       |
| Pavilly                    | 6 095                | François Tierce           |       | SE    |              |       |       |
| Petit-Caux                 | 9 626                | Patrice Philippe          |       | SE    |              |       |       |
| Petit-Couronne             | 8 738                | Joël Bigot                |       | PS    |              |       |       |
| Le Petit-Quevilly          | 21 935               | Charlotte Goujon          |       | PS    |              |       |       |
| Port-Jérôme-sur-Seine      | 10 392               | Virginie Carolo-Lutrot    |       | DVD   |              |       |       |
| Quincampoix                | 3 118                | Éric Herbet               |       | DVD   |              |       |       |
| Rives-en-Seine             | 4 044                | Bastien Coriton           |       | DVG   |              |       |       |
| Rouen                      | 116 331              | Nicolas Mayer-Rossignol   |       | PS    |              |       |       |
| Saint-Aubin-lès-Elbeuf     | 8 429                | Karine Bendjebara-Blais   |       | DVG   |              |       |       |
| Saint-Étienne-du-Rouvray   | 28 653               | Joachim Moyse             |       | PCF   |              |       |       |
| Saint-Jacques-sur-Darnétal | 3 134                | Frédéric Delaunay         |       | SE    |              |       |       |
| Saint-Léger-du-Bourg-Denis | 3 665                | Sophie Boucquiaux         |       | DVG   |              |       |       |
| Saint-Nicolas-d'Aliermont  | 3 707                | Blandine Lefebvre         |       | UDI   |              |       |       |
| Saint-Pierre-lès-Elbeuf    | 8 295                | Nadia Mezrar              |       | DVG   |              |       |       |
| Saint-Romain-de-Colbosc    | 4 608                | Clotilde Eudier           |       | LR    |              |       |       |
| Saint-Valery-en-Caux       | 3 884                | Jean-François Ouvry       |       | DVD   |              |       |       |
| Sainte-Adresse             | 7 015                | Hubert Dejean de La Batie |       | UDI   |              |       |       |
| Sotteville-lès-Rouen       | 29 039               | Alexis Ragache            |       | PS    |              |       |       |
| Terres-de-Caux             | 4 247                | Jean-Marc Vasse           |       | LR    |              |       |       |
| Le Trait                   | 4 742                | Patrick Callais           |       | DVG   |              |       |       |
| Le Tréport                 | 4 417                | Laurent Jacques           |       | PCF   |              |       |       |
| Yvetot                     | 11 548               | Francis Alabert           |       | DVG   |              |       |       |

### Résultats en nombre de maires
| Partis       | Partis                               | Maires sortants | Maires élus | Évolution |
| ------------ | ------------------------------------ | --------------- | ----------- | --------- |
|              | Divers gauche                        | 11              |             |           |
|              | Parti socialiste                     | 11              |             |           |
|              | Parti communiste français            | 7               |             |           |
| Total gauche | Total gauche                         | 29              |             |           |
|              | Divers droite                        | 10              |             |           |
|              | Les Républicains                     | 6               |             |           |
| Total droite | Total droite                         | 16              |             |           |
|              | Horizons                             | 4               |             |           |
|              | Union des démocrates et indépendants | 3               |             |           |
|              | Parti radical                        | 1               |             |           |
| Total centre | Total centre                         | 8               |             |           |
|              | Sans étiquette                       | 9               |             |           |
| Total        | Total                                | 62              | 62          | -         |

## Résultats dans les communes de plus de 3 000 habitants

### Amfreville-la-Mi-Voie
- Maire sortant : Hugo Langlois (PS)
- 23 sièges à pourvoir au conseil municipal (population légale 2022 : 3 280 habitants)
- 1 siège à pourvoir au conseil communautaire (Métropole Rouen Normandie)

| Tête de liste | Tête de liste | Parti(s) | Nuance | Premier tour | Premier tour | Second tour | Second tour | Sièges | Sièges |
| Tête de liste | Tête de liste | Parti(s) | Nuance | Voix         | %            | Voix        | %           | CM     | CC     |
| ------------- | ------------- | -------- | ------ | ------------ | ------------ | ----------- | ----------- | ------ | ------ |

### Barentin
- Maire sortant : Christophe Bouillon (DVG)
- 33 sièges à pourvoir au conseil municipal (population légale 2022 : 12 227 habitants)
- 18 sièges à pourvoir au conseil communautaire (CC Caux-Austreberthe)

| Tête de liste | Tête de liste | Parti(s) | Nuance | Premier tour | Premier tour | Second tour | Second tour | Sièges | Sièges |
| Tête de liste | Tête de liste | Parti(s) | Nuance | Voix         | %            | Voix        | %           | CM     | CC     |
| ------------- | ------------- | -------- | ------ | ------------ | ------------ | ----------- | ----------- | ------ | ------ |

### Bihorel
- Maire sortant : Pascal Houbron (UDI)
- 29 sièges à pourvoir au conseil municipal (population légale 2022 : 8 299 habitants)
- 1 siège à pourvoir au conseil communautaire (Métropole Rouen Normandie)

| Tête de liste | Tête de liste | Parti(s) | Nuance | Premier tour | Premier tour | Second tour | Second tour | Sièges | Sièges |
| Tête de liste | Tête de liste | Parti(s) | Nuance | Voix         | %            | Voix        | %           | CM     | CC     |
| ------------- | ------------- | -------- | ------ | ------------ | ------------ | ----------- | ----------- | ------ | ------ |

### Bois-Guillaume
- Maire sortant : Théo Perez (SE)
- 33 sièges à pourvoir au conseil municipal (population légale 2022 : 14 497 habitants)
- 2 sièges à pourvoir au conseil communautaire (Métropole Rouen Normandie)

| Tête de liste | Tête de liste | Parti(s) | Nuance | Premier tour | Premier tour | Second tour | Second tour | Sièges | Sièges |
| Tête de liste | Tête de liste | Parti(s) | Nuance | Voix         | %            | Voix        | %           | CM     | CC     |
| ------------- | ------------- | -------- | ------ | ------------ | ------------ | ----------- | ----------- | ------ | ------ |

### Bolbec
- Maire sortant : Christophe Doré (SE)
- 33 sièges à pourvoir au conseil municipal (population légale 2022 : 11 618 habitants)
- 11 sièges à pourvoir au conseil communautaire (Caux Seine agglo)

| Tête de liste | Tête de liste | Parti(s) | Nuance | Premier tour | Premier tour | Second tour | Second tour | Sièges | Sièges |
| Tête de liste | Tête de liste | Parti(s) | Nuance | Voix         | %            | Voix        | %           | CM     | CC     |
| ------------- | ------------- | -------- | ------ | ------------ | ------------ | ----------- | ----------- | ------ | ------ |

### Bonsecours
- Maire sortant : Laurent Grelaud (HOR)
- 29 sièges à pourvoir au conseil municipal (population légale 2022 : 6 444 habitants)
- 1 siège à pourvoir au conseil communautaire (Métropole Rouen Normandie)

| Tête de liste | Tête de liste | Parti(s) | Nuance | Premier tour | Premier tour | Second tour | Second tour | Sièges | Sièges |
| Tête de liste | Tête de liste | Parti(s) | Nuance | Voix         | %            | Voix        | %           | CM     | CC     |
| ------------- | ------------- | -------- | ------ | ------------ | ------------ | ----------- | ----------- | ------ | ------ |

### Boos
- Maire sortant : Bruno Grisel (DVD)
- 27 sièges à pourvoir au conseil municipal (population légale 2022 : 3 975 habitants)
- 1 siège à pourvoir au conseil communautaire (Métropole Rouen Normandie)

| Tête de liste | Tête de liste | Parti(s) | Nuance | Premier tour | Premier tour | Second tour | Second tour | Sièges | Sièges |
| Tête de liste | Tête de liste | Parti(s) | Nuance | Voix         | %            | Voix        | %           | CM     | CC     |
| ------------- | ------------- | -------- | ------ | ------------ | ------------ | ----------- | ----------- | ------ | ------ |

### Canteleu
- Maire sortant : Tom Delahaye (DVG)
- 33 sièges à pourvoir au conseil municipal (population légale 2022 : 14 420 habitants)
- 3 sièges à pourvoir au conseil communautaire (Métropole Rouen Normandie)

| Tête de liste | Tête de liste | Parti(s) | Nuance | Premier tour | Premier tour | Second tour | Second tour | Sièges | Sièges |
| Tête de liste | Tête de liste | Parti(s) | Nuance | Voix         | %            | Voix        | %           | CM     | CC     |
| ------------- | ------------- | -------- | ------ | ------------ | ------------ | ----------- | ----------- | ------ | ------ |

### Caudebec-lès-Elbeuf
- Maire sortant : Laurent Bonnaterre (HOR)
- 33 sièges à pourvoir au conseil municipal (population légale 2022 : 10 414 habitants)
- 2 sièges à pourvoir au conseil communautaire (Métropole Rouen Normandie)

| Tête de liste | Tête de liste | Parti(s) | Nuance | Premier tour | Premier tour | Second tour | Second tour | Sièges | Sièges |
| Tête de liste | Tête de liste | Parti(s) | Nuance | Voix         | %            | Voix        | %           | CM     | CC     |
| ------------- | ------------- | -------- | ------ | ------------ | ------------ | ----------- | ----------- | ------ | ------ |

### Cléon
- Maire sortant : Frédéric Marche (DVG)
- 27 sièges à pourvoir au conseil municipal (population légale 2022 : 4 863 habitants)
- 1 siège à pourvoir au conseil communautaire (Métropole Rouen Normandie)

| Tête de liste | Tête de liste | Parti(s) | Nuance | Premier tour | Premier tour | Second tour | Second tour | Sièges | Sièges |
| Tête de liste | Tête de liste | Parti(s) | Nuance | Voix         | %            | Voix        | %           | CM     | CC     |
| ------------- | ------------- | -------- | ------ | ------------ | ------------ | ----------- | ----------- | ------ | ------ |

### Darnétal
- Maire sortant : Christopher Langlois (SE)
- 29 sièges à pourvoir au conseil municipal (population légale 2022 : 9 652 habitants)
- 2 sièges à pourvoir au conseil communautaire (Métropole Rouen Normandie)

| Tête de liste | Tête de liste | Parti(s) | Nuance | Premier tour | Premier tour | Second tour | Second tour | Sièges | Sièges |
| Tête de liste | Tête de liste | Parti(s) | Nuance | Voix         | %            | Voix        | %           | CM     | CC     |
| ------------- | ------------- | -------- | ------ | ------------ | ------------ | ----------- | ----------- | ------ | ------ |

### Déville-lès-Rouen
- Maire sortante : Mirella Deloignon (DVG)
- 33 sièges à pourvoir au conseil municipal (population légale 2022 : 10 690 habitants)
- 2 sièges à pourvoir au conseil communautaire (Métropole Rouen Normandie)

| Tête de liste | Tête de liste | Parti(s) | Nuance | Premier tour | Premier tour | Second tour | Second tour | Sièges | Sièges |
| Tête de liste | Tête de liste | Parti(s) | Nuance | Voix         | %            | Voix        | %           | CM     | CC     |
| ------------- | ------------- | -------- | ------ | ------------ | ------------ | ----------- | ----------- | ------ | ------ |

### Dieppe
- Maire sortant : Nicolas Langlois (PCF)
- 35 sièges à pourvoir au conseil municipal (population légale 2022 : 28 599 habitants)
- 23 sièges à pourvoir au conseil communautaire (CA de la Région Dieppoise)

| Tête de liste | Tête de liste | Parti(s) | Nuance | Premier tour | Premier tour | Second tour | Second tour | Sièges | Sièges |
| Tête de liste | Tête de liste | Parti(s) | Nuance | Voix         | %            | Voix        | %           | CM     | CC     |
| ------------- | ------------- | -------- | ------ | ------------ | ------------ | ----------- | ----------- | ------ | ------ |

### Duclair
- Maire sortant : Jean Delalandre (HOR)
- 27 sièges à pourvoir au conseil municipal (population légale 2022 : 4 017 habitants)
- 1 siège à pourvoir au conseil communautaire (Métropole Rouen Normandie)

| Tête de liste | Tête de liste | Parti(s) | Nuance | Premier tour | Premier tour | Second tour | Second tour | Sièges | Sièges |
| Tête de liste | Tête de liste | Parti(s) | Nuance | Voix         | %            | Voix        | %           | CM     | CC     |
| ------------- | ------------- | -------- | ------ | ------------ | ------------ | ----------- | ----------- | ------ | ------ |

### Elbeuf
- Maire sortant : Djoudé Merabet (PS)
- 33 sièges à pourvoir au conseil municipal (population légale 2022 : 15 774 habitants)
- 3 sièges à pourvoir au conseil communautaire (Métropole Rouen Normandie)

| Tête de liste | Tête de liste | Parti(s) | Nuance | Premier tour | Premier tour | Second tour | Second tour | Sièges | Sièges |
| Tête de liste | Tête de liste | Parti(s) | Nuance | Voix         | %            | Voix        | %           | CM     | CC     |
| ------------- | ------------- | -------- | ------ | ------------ | ------------ | ----------- | ----------- | ------ | ------ |

### Eu
- Maire sortant : Michel Barbier (PCF)
- 29 sièges à pourvoir au conseil municipal (population légale 2022 : 6 541 habitants)
- 10 sièges à pourvoir au conseil communautaire (CC des Villes Sœurs)

| Tête de liste | Tête de liste | Parti(s) | Nuance | Premier tour | Premier tour | Second tour | Second tour | Sièges | Sièges |
| Tête de liste | Tête de liste | Parti(s) | Nuance | Voix         | %            | Voix        | %           | CM     | CC     |
| ------------- | ------------- | -------- | ------ | ------------ | ------------ | ----------- | ----------- | ------ | ------ |

### Fécamp
- Maire sortant : David Roussel (LR)
- 33 sièges à pourvoir au conseil municipal (population légale 2022 : 17 961 habitants)
- 28 sièges à pourvoir au conseil communautaire (Fécamp Caux Littoral Agglomération)

| Tête de liste | Tête de liste | Parti(s) | Nuance | Premier tour | Premier tour | Second tour | Second tour | Sièges | Sièges |
| Tête de liste | Tête de liste | Parti(s) | Nuance | Voix         | %            | Voix        | %           | CM     | CC     |
| ------------- | ------------- | -------- | ------ | ------------ | ------------ | ----------- | ----------- | ------ | ------ |

### Forges-les-Eaux
- Maire sortante : Christine Lesueur (DVD)
- 27 sièges à pourvoir au conseil municipal (population légale 2022 : 3 653 habitants)
- 9 sièges à pourvoir au conseil communautaire (CC des Quatre Rivières)

| Tête de liste | Tête de liste | Parti(s) | Nuance | Premier tour | Premier tour | Second tour | Second tour | Sièges | Sièges |
| Tête de liste | Tête de liste | Parti(s) | Nuance | Voix         | %            | Voix        | %           | CM     | CC     |
| ------------- | ------------- | -------- | ------ | ------------ | ------------ | ----------- | ----------- | ------ | ------ |

### Franqueville-Saint-Pierre
- Maire sortant : Bruno Guilbert (DVD)
- 29 sièges à pourvoir au conseil municipal (population légale 2022 : 6 081 habitants)
- 1 siège à pourvoir au conseil communautaire (Métropole Rouen Normandie)

| Tête de liste | Tête de liste | Parti(s) | Nuance | Premier tour | Premier tour | Second tour | Second tour | Sièges | Sièges |
| Tête de liste | Tête de liste | Parti(s) | Nuance | Voix         | %            | Voix        | %           | CM     | CC     |
| ------------- | ------------- | -------- | ------ | ------------ | ------------ | ----------- | ----------- | ------ | ------ |

### Gonfreville-l'Orcher
- Maire sortant : Alban Bruneau (PCF)
- 29 sièges à pourvoir au conseil municipal (population légale 2022 : 8 939 habitants)
- 4 sièges à pourvoir au conseil communautaire (Le Havre Seine Métropole)

| Tête de liste | Tête de liste | Parti(s) | Nuance | Premier tour | Premier tour | Second tour | Second tour | Sièges | Sièges |
| Tête de liste | Tête de liste | Parti(s) | Nuance | Voix         | %            | Voix        | %           | CM     | CC     |
| ------------- | ------------- | -------- | ------ | ------------ | ------------ | ----------- | ----------- | ------ | ------ |

### Gournay-en-Bray
- Maire sortant : Éric Picard (LR)
- 29 sièges à pourvoir au conseil municipal (population légale 2022 : 5 834 habitants)
- 14 sièges à pourvoir au conseil communautaire (CC des Quatre Rivières)

| Tête de liste | Tête de liste | Parti(s) | Nuance | Premier tour | Premier tour | Second tour | Second tour | Sièges | Sièges |
| Tête de liste | Tête de liste | Parti(s) | Nuance | Voix         | %            | Voix        | %           | CM     | CC     |
| ------------- | ------------- | -------- | ------ | ------------ | ------------ | ----------- | ----------- | ------ | ------ |

### Grand-Couronne
- Maire sortante : Julie Lesage (PS)
- 29 sièges à pourvoir au conseil municipal (population légale 2022 : 9 722 habitants)
- 2 sièges à pourvoir au conseil communautaire (Métropole Rouen Normandie)

| Tête de liste | Tête de liste | Parti(s) | Nuance | Premier tour | Premier tour | Second tour | Second tour | Sièges | Sièges |
| Tête de liste | Tête de liste | Parti(s) | Nuance | Voix         | %            | Voix        | %           | CM     | CC     |
| ------------- | ------------- | -------- | ------ | ------------ | ------------ | ----------- | ----------- | ------ | ------ |

### Le Grand-Quevilly
- Maire sortant : Nicolas Rouly (PS)
- 35 sièges à pourvoir au conseil municipal (population légale 2022 : 25 954 habitants)
- 5 sièges à pourvoir au conseil communautaire (Métropole Rouen Normandie)

| Tête de liste | Tête de liste | Parti(s) | Nuance | Premier tour | Premier tour | Second tour | Second tour | Sièges | Sièges |
| Tête de liste | Tête de liste | Parti(s) | Nuance | Voix         | %            | Voix        | %           | CM     | CC     |
| ------------- | ------------- | -------- | ------ | ------------ | ------------ | ----------- | ----------- | ------ | ------ |

### Gruchet-le-Valasse
- Maire sortant : Didier Peralta (PRV)
- 23 sièges à pourvoir au conseil municipal (population légale 2022 : 3 026 habitants)
- 3 sièges à pourvoir au conseil communautaire (Caux Seine agglo)

| Tête de liste | Tête de liste | Parti(s) | Nuance | Premier tour | Premier tour | Second tour | Second tour | Sièges | Sièges |
| Tête de liste | Tête de liste | Parti(s) | Nuance | Voix         | %            | Voix        | %           | CM     | CC     |
| ------------- | ------------- | -------- | ------ | ------------ | ------------ | ----------- | ----------- | ------ | ------ |

### Harfleur
- Maire sortante : Christine Morel (PCF)
- 29 sièges à pourvoir au conseil municipal (population légale 2022 : 8 296 habitants)
- 4 sièges à pourvoir au conseil communautaire (Le Havre Seine Métropole)

| Tête de liste | Tête de liste | Parti(s) | Nuance | Premier tour | Premier tour | Second tour | Second tour | Sièges | Sièges |
| Tête de liste | Tête de liste | Parti(s) | Nuance | Voix         | %            | Voix        | %           | CM     | CC     |
| ------------- | ------------- | -------- | ------ | ------------ | ------------ | ----------- | ----------- | ------ | ------ |

### Le Havre
- Maire sortant : Édouard Philippe (HOR)
- 59 sièges à pourvoir au conseil municipal (population légale 2022 : 166 462 habitants)
- 59 sièges à pourvoir au conseil communautaire (Le Havre Seine Métropole)

| Tête de liste | Tête de liste | Parti(s) | Nuance | Premier tour | Premier tour | Second tour | Second tour | Sièges | Sièges |
| Tête de liste | Tête de liste | Parti(s) | Nuance | Voix         | %            | Voix        | %           | CM     | CC     |
| ------------- | ------------- | -------- | ------ | ------------ | ------------ | ----------- | ----------- | ------ | ------ |

### Le Houlme
- Maire sortant : Daniel Grenier (SE)
- 27 sièges à pourvoir au conseil municipal (population légale 2022 : 4 127 habitants)
- 1 siège à pourvoir au conseil communautaire (Métropole Rouen Normandie)

| Tête de liste | Tête de liste | Parti(s) | Nuance | Premier tour | Premier tour | Second tour | Second tour | Sièges | Sièges |
| Tête de liste | Tête de liste | Parti(s) | Nuance | Voix         | %            | Voix        | %           | CM     | CC     |
| ------------- | ------------- | -------- | ------ | ------------ | ------------ | ----------- | ----------- | ------ | ------ |

### Isneauville
- Maire sortante : Sylvie Laroche (DVD)
- 27 sièges à pourvoir au conseil municipal (population légale 2022 : 3 713 habitants)
- 1 siège à pourvoir au conseil communautaire (Métropole Rouen Normandie)

| Tête de liste | Tête de liste | Parti(s) | Nuance | Premier tour | Premier tour | Second tour | Second tour | Sièges | Sièges |
| Tête de liste | Tête de liste | Parti(s) | Nuance | Voix         | %            | Voix        | %           | CM     | CC     |
| ------------- | ------------- | -------- | ------ | ------------ | ------------ | ----------- | ----------- | ------ | ------ |

### Lillebonne
- Maire sortante : Christine Déchamps (DVG)
- 29 sièges à pourvoir au conseil municipal (population légale 2022 : 8 708 habitants)
- 8 sièges à pourvoir au conseil communautaire (Caux Seine agglo)

| Tête de liste | Tête de liste | Parti(s) | Nuance | Premier tour | Premier tour | Second tour | Second tour | Sièges | Sièges |
| Tête de liste | Tête de liste | Parti(s) | Nuance | Voix         | %            | Voix        | %           | CM     | CC     |
| ------------- | ------------- | -------- | ------ | ------------ | ------------ | ----------- | ----------- | ------ | ------ |

### Malaunay
- Maire sortant : Guillaume Coutey (PS)
- 29 sièges à pourvoir au conseil municipal (population légale 2022 : 6 125 habitants)
- 1 siège à pourvoir au conseil communautaire (Métropole Rouen Normandie)

| Tête de liste | Tête de liste | Parti(s) | Nuance | Premier tour | Premier tour | Second tour | Second tour | Sièges | Sièges |
| Tête de liste | Tête de liste | Parti(s) | Nuance | Voix         | %            | Voix        | %           | CM     | CC     |
| ------------- | ------------- | -------- | ------ | ------------ | ------------ | ----------- | ----------- | ------ | ------ |

### Maromme
- Maire sortant : David Lamiray (PS)
- 33 sièges à pourvoir au conseil municipal (population légale 2022 : 11 005 habitants)
- 2 sièges à pourvoir au conseil communautaire (Métropole Rouen Normandie)

| Tête de liste | Tête de liste | Parti(s) | Nuance | Premier tour | Premier tour | Second tour | Second tour | Sièges | Sièges |
| Tête de liste | Tête de liste | Parti(s) | Nuance | Voix         | %            | Voix        | %           | CM     | CC     |
| ------------- | ------------- | -------- | ------ | ------------ | ------------ | ----------- | ----------- | ------ | ------ |

### Le Mesnil-Esnard
- Maire sortant : Jean-Marc Vennin (SE)
- 29 sièges à pourvoir au conseil municipal (population légale 2022 : 7 998 habitants)
- 1 siège à pourvoir au conseil communautaire (Métropole Rouen Normandie)

| Tête de liste | Tête de liste | Parti(s) | Nuance | Premier tour | Premier tour | Second tour | Second tour | Sièges | Sièges |
| Tête de liste | Tête de liste | Parti(s) | Nuance | Voix         | %            | Voix        | %           | CM     | CC     |
| ------------- | ------------- | -------- | ------ | ------------ | ------------ | ----------- | ----------- | ------ | ------ |

### Montivilliers
- Maire sortant : Jérôme Dubost (PS)
- 33 sièges à pourvoir au conseil municipal (population légale 2022 : 15 671 habitants)
- 8 sièges à pourvoir au conseil communautaire (Le Havre Seine Métropole)

| Tête de liste | Tête de liste | Parti(s) | Nuance | Premier tour | Premier tour | Second tour | Second tour | Sièges | Sièges |
| Tête de liste | Tête de liste | Parti(s) | Nuance | Voix         | %            | Voix        | %           | CM     | CC     |
| ------------- | ------------- | -------- | ------ | ------------ | ------------ | ----------- | ----------- | ------ | ------ |

### Mont-Saint-Aignan
- Maire sortante : Catherine Flavigny (LR)
- 35 sièges à pourvoir au conseil municipal (population légale 2022 : 20 188 habitants)
- 4 sièges à pourvoir au conseil communautaire (Métropole Rouen Normandie)

| Tête de liste | Tête de liste | Parti(s) | Nuance | Premier tour | Premier tour | Second tour | Second tour | Sièges | Sièges |
| Tête de liste | Tête de liste | Parti(s) | Nuance | Voix         | %            | Voix        | %           | CM     | CC     |
| ------------- | ------------- | -------- | ------ | ------------ | ------------ | ----------- | ----------- | ------ | ------ |

### Montville
- Maire sortante : Anne-Sophie Clabaut (DVD)
- 27 sièges à pourvoir au conseil municipal (population légale 2022 : 4 618 habitants)
- 7 sièges à pourvoir au conseil communautaire (CC inter-Caux-Vexin)

| Tête de liste | Tête de liste | Parti(s) | Nuance | Premier tour | Premier tour | Second tour | Second tour | Sièges | Sièges |
| Tête de liste | Tête de liste | Parti(s) | Nuance | Voix         | %            | Voix        | %           | CM     | CC     |
| ------------- | ------------- | -------- | ------ | ------------ | ------------ | ----------- | ----------- | ------ | ------ |

### Neufchâtel-en-Bray
- Maire sortant : Xavier Lefrançois (LR)
- 27 sièges à pourvoir au conseil municipal (population légale 2022 : 4 671 habitants)
- 11 sièges à pourvoir au conseil communautaire (CC Bray-Eawy)

| Tête de liste | Tête de liste | Parti(s) | Nuance | Premier tour | Premier tour | Second tour | Second tour | Sièges | Sièges |
| Tête de liste | Tête de liste | Parti(s) | Nuance | Voix         | %            | Voix        | %           | CM     | CC     |
| ------------- | ------------- | -------- | ------ | ------------ | ------------ | ----------- | ----------- | ------ | ------ |

### Notre-Dame-de-Bondeville
- Maire sortante : Myriam Mulot (SE)
- 29 sièges à pourvoir au conseil municipal (population légale 2022 : 7 004 habitants)
- 1 siège à pourvoir au conseil communautaire (Métropole Rouen Normandie)

| Tête de liste | Tête de liste | Parti(s) | Nuance | Premier tour | Premier tour | Second tour | Second tour | Sièges | Sièges |
| Tête de liste | Tête de liste | Parti(s) | Nuance | Voix         | %            | Voix        | %           | CM     | CC     |
| ------------- | ------------- | -------- | ------ | ------------ | ------------ | ----------- | ----------- | ------ | ------ |

### Octeville-sur-Mer
- Maire sortant : Olivier Roche (DVD)
- 29 sièges à pourvoir au conseil municipal (population légale 2022 : 6 147 habitants)
- 3 sièges à pourvoir au conseil communautaire (Le Havre Seine Métropole)

| Tête de liste | Tête de liste | Parti(s) | Nuance | Premier tour | Premier tour | Second tour | Second tour | Sièges | Sièges |
| Tête de liste | Tête de liste | Parti(s) | Nuance | Voix         | %            | Voix        | %           | CM     | CC     |
| ------------- | ------------- | -------- | ------ | ------------ | ------------ | ----------- | ----------- | ------ | ------ |

### Offranville
- Maire sortante : Imelda Vandecandelaere (DVD)
- 23 sièges à pourvoir au conseil municipal (population légale 2022 : 3 218 habitants)
- 4 sièges à pourvoir au conseil communautaire (CA de la Région Dieppoise)

| Tête de liste | Tête de liste | Parti(s) | Nuance | Premier tour | Premier tour | Second tour | Second tour | Sièges | Sièges |
| Tête de liste | Tête de liste | Parti(s) | Nuance | Voix         | %            | Voix        | %           | CM     | CC     |
| ------------- | ------------- | -------- | ------ | ------------ | ------------ | ----------- | ----------- | ------ | ------ |

### Oissel-sur-Seine
- Maire sortant : Stéphane Barré (PCF)
- 33 sièges à pourvoir au conseil municipal (population légale 2022 : 12 287 habitants)
- 2 sièges à pourvoir au conseil communautaire (Métropole Rouen Normandie)

| Tête de liste | Tête de liste | Parti(s) | Nuance | Premier tour | Premier tour | Second tour | Second tour | Sièges | Sièges |
| Tête de liste | Tête de liste | Parti(s) | Nuance | Voix         | %            | Voix        | %           | CM     | CC     |
| ------------- | ------------- | -------- | ------ | ------------ | ------------ | ----------- | ----------- | ------ | ------ |

### Pavilly
- Maire sortant : François Tierce (SE)
- 29 sièges à pourvoir au conseil municipal (population légale 2022 : 6 095 habitants)
- 10 sièges à pourvoir au conseil communautaire (CC Caux-Austreberthe)

| Tête de liste | Tête de liste | Parti(s) | Nuance | Premier tour | Premier tour | Second tour | Second tour | Sièges | Sièges |
| Tête de liste | Tête de liste | Parti(s) | Nuance | Voix         | %            | Voix        | %           | CM     | CC     |
| ------------- | ------------- | -------- | ------ | ------------ | ------------ | ----------- | ----------- | ------ | ------ |

### Petit-Caux
- Maire sortant : Patrice Philippe (SE)
- 29 sièges à pourvoir au conseil municipal (population légale 2022 : 9 626 habitants)
- 18 sièges à pourvoir au conseil communautaire (CC Falaises du Talou)

| Tête de liste | Tête de liste | Parti(s) | Nuance | Premier tour | Premier tour | Second tour | Second tour | Sièges | Sièges |
| Tête de liste | Tête de liste | Parti(s) | Nuance | Voix         | %            | Voix        | %           | CM     | CC     |
| ------------- | ------------- | -------- | ------ | ------------ | ------------ | ----------- | ----------- | ------ | ------ |

### Petit-Couronne
- Maire sortant : Joël Bigot (PS)
- 29 sièges à pourvoir au conseil municipal (population légale 2022 : 8 738 habitants)
- 1 siège à pourvoir au conseil communautaire (Métropole Rouen Normandie)

| Tête de liste | Tête de liste | Parti(s) | Nuance | Premier tour | Premier tour | Second tour | Second tour | Sièges | Sièges |
| Tête de liste | Tête de liste | Parti(s) | Nuance | Voix         | %            | Voix        | %           | CM     | CC     |
| ------------- | ------------- | -------- | ------ | ------------ | ------------ | ----------- | ----------- | ------ | ------ |

### Le Petit-Quevilly
- Maire sortante : Charlotte Goujon (PS)
- 35 sièges à pourvoir au conseil municipal (population légale 2022 : 21 935 habitants)
- 4 sièges à pourvoir au conseil communautaire (Métropole Rouen Normandie)

| Tête de liste | Tête de liste | Parti(s) | Nuance | Premier tour | Premier tour | Second tour | Second tour | Sièges | Sièges |
| Tête de liste | Tête de liste | Parti(s) | Nuance | Voix         | %            | Voix        | %           | CM     | CC     |
| ------------- | ------------- | -------- | ------ | ------------ | ------------ | ----------- | ----------- | ------ | ------ |

### Port-Jérôme-sur-Seine
- Maire sortante : Virginie Carolo-Lutrot (DVD)
- 33 sièges à pourvoir au conseil municipal (population légale 2022 : 10 392 habitants)
- 9 sièges à pourvoir au conseil communautaire (Caux Seine agglo)

| Tête de liste | Tête de liste | Parti(s) | Nuance | Premier tour | Premier tour | Second tour | Second tour | Sièges | Sièges |
| Tête de liste | Tête de liste | Parti(s) | Nuance | Voix         | %            | Voix        | %           | CM     | CC     |
| ------------- | ------------- | -------- | ------ | ------------ | ------------ | ----------- | ----------- | ------ | ------ |

### Quincampoix
- Maire sortant : Éric Herbet (DVD)
- 23 sièges à pourvoir au conseil municipal (population légale 2022 : 3 118 habitants)
- 4 sièges à pourvoir au conseil communautaire (CC Inter-Caux-Vexin)

| Tête de liste | Tête de liste | Parti(s) | Nuance | Premier tour | Premier tour | Second tour | Second tour | Sièges | Sièges |
| Tête de liste | Tête de liste | Parti(s) | Nuance | Voix         | %            | Voix        | %           | CM     | CC     |
| ------------- | ------------- | -------- | ------ | ------------ | ------------ | ----------- | ----------- | ------ | ------ |

### Rives-en-Seine
- Maire sortant : Bastien Coriton (DVG)
- 29 sièges à pourvoir au conseil municipal (population légale 2022 : 4 044 habitants)
- 4 sièges à pourvoir au conseil communautaire (Caux Seine agglo)

| Tête de liste | Tête de liste | Parti(s) | Nuance | Premier tour | Premier tour | Second tour | Second tour | Sièges | Sièges |
| Tête de liste | Tête de liste | Parti(s) | Nuance | Voix         | %            | Voix        | %           | CM     | CC     |
| ------------- | ------------- | -------- | ------ | ------------ | ------------ | ----------- | ----------- | ------ | ------ |

### Rouen
- Maire sortant : Nicolas Mayer-Rossignol (PS)
- 55 sièges à pourvoir au conseil municipal (population légale 2022 : 116 331 habitants)
- 24 sièges à pourvoir au conseil communautaire (Métropole Rouen Normandie)

| Tête de liste | Tête de liste | Parti(s) | Nuance | Premier tour | Premier tour | Second tour | Second tour | Sièges | Sièges |
| Tête de liste | Tête de liste | Parti(s) | Nuance | Voix         | %            | Voix        | %           | CM     | CC     |
| ------------- | ------------- | -------- | ------ | ------------ | ------------ | ----------- | ----------- | ------ | ------ |

### Saint-Aubin-lès-Elbeuf
- Maire sortante : Karine Bendjebara-Blais (DVG)
- 29 sièges à pourvoir au conseil municipal (population légale 2022 : 8 429 habitants)
- 1 siège à pourvoir au conseil communautaire (Métropole Rouen Normandie)

| Tête de liste | Tête de liste | Parti(s) | Nuance | Premier tour | Premier tour | Second tour | Second tour | Sièges | Sièges |
| Tête de liste | Tête de liste | Parti(s) | Nuance | Voix         | %            | Voix        | %           | CM     | CC     |
| ------------- | ------------- | -------- | ------ | ------------ | ------------ | ----------- | ----------- | ------ | ------ |

### Saint-Étienne-du-Rouvray
- Maire sortant : Joachim Moyse (PCF)
- 35 sièges à pourvoir au conseil municipal (population légale 2022 : 28 653 habitants)
- 6 sièges à pourvoir au conseil communautaire (Métropole Rouen Normandie)

| Tête de liste | Tête de liste | Parti(s) | Nuance | Premier tour | Premier tour | Second tour | Second tour | Sièges | Sièges |
| Tête de liste | Tête de liste | Parti(s) | Nuance | Voix         | %            | Voix        | %           | CM     | CC     |
| ------------- | ------------- | -------- | ------ | ------------ | ------------ | ----------- | ----------- | ------ | ------ |

### Saint-Jacques-sur-Darnétal
- Maire sortant : Frédéric Delaunay (SE)
- 23 sièges à pourvoir au conseil municipal (population légale 2022 : 3 134 habitants)
- 1 siège à pourvoir au conseil communautaire (Métropole Rouen Normandie)

| Tête de liste | Tête de liste | Parti(s) | Nuance | Premier tour | Premier tour | Second tour | Second tour | Sièges | Sièges |
| Tête de liste | Tête de liste | Parti(s) | Nuance | Voix         | %            | Voix        | %           | CM     | CC     |
| ------------- | ------------- | -------- | ------ | ------------ | ------------ | ----------- | ----------- | ------ | ------ |

### Saint-Léger-du-Bourg-Denis
- Maire sortante : Sophie Boucquiaux (DVG)
- 27 sièges à pourvoir au conseil municipal (population légale 2022 : 3 665 habitants)
- 1 siège à pourvoir au conseil communautaire (Métropole Rouen Normandie)

| Tête de liste | Tête de liste | Parti(s) | Nuance | Premier tour | Premier tour | Second tour | Second tour | Sièges | Sièges |
| Tête de liste | Tête de liste | Parti(s) | Nuance | Voix         | %            | Voix        | %           | CM     | CC     |
| ------------- | ------------- | -------- | ------ | ------------ | ------------ | ----------- | ----------- | ------ | ------ |

### Saint-Nicolas-d'Aliermont
- Maire sortante : Blandine Lefebvre (UDI)
- 27 sièges à pourvoir au conseil municipal (population légale 2022 : 3 707 habitants)
- 7 sièges à pourvoir au conseil communautaire (CC Falaises du Talou)

| Tête de liste | Tête de liste | Parti(s) | Nuance | Premier tour | Premier tour | Second tour | Second tour | Sièges | Sièges |
| Tête de liste | Tête de liste | Parti(s) | Nuance | Voix         | %            | Voix        | %           | CM     | CC     |
| ------------- | ------------- | -------- | ------ | ------------ | ------------ | ----------- | ----------- | ------ | ------ |

### Saint-Pierre-lès-Elbeuf
- Maire sortante : Nadia Mezrar (DVG)
- 29 sièges à pourvoir au conseil municipal (population légale 2022 : 8 295 habitants)
- 1 siège à pourvoir au conseil communautaire (Métropole Rouen Normandie)

| Tête de liste | Tête de liste | Parti(s) | Nuance | Premier tour | Premier tour | Second tour | Second tour | Sièges | Sièges |
| Tête de liste | Tête de liste | Parti(s) | Nuance | Voix         | %            | Voix        | %           | CM     | CC     |
| ------------- | ------------- | -------- | ------ | ------------ | ------------ | ----------- | ----------- | ------ | ------ |

### Saint-Romain-de-Colbosc
- Maire sortante : Clotilde Eudier (LR)
- 27 sièges à pourvoir au conseil municipal (population légale 2022 : 4 608 habitants)
- 2 sièges à pourvoir au conseil communautaire (Le Havre Seine Métropole)

| Tête de liste | Tête de liste | Parti(s) | Nuance | Premier tour | Premier tour | Second tour | Second tour | Sièges | Sièges |
| Tête de liste | Tête de liste | Parti(s) | Nuance | Voix         | %            | Voix        | %           | CM     | CC     |
| ------------- | ------------- | -------- | ------ | ------------ | ------------ | ----------- | ----------- | ------ | ------ |

### Saint-Valery-en-Caux
- Maire sortant : Jean-François Ouvry (DVD)
- 27 sièges à pourvoir au conseil municipal (population légale 2022 : 3 884 habitants)
- 11 sièges à pourvoir au conseil communautaire (CC de la Côte d'Albâtre)

| Tête de liste | Tête de liste | Parti(s) | Nuance | Premier tour | Premier tour | Second tour | Second tour | Sièges | Sièges |
| Tête de liste | Tête de liste | Parti(s) | Nuance | Voix         | %            | Voix        | %           | CM     | CC     |
| ------------- | ------------- | -------- | ------ | ------------ | ------------ | ----------- | ----------- | ------ | ------ |

### Sainte-Adresse
- Maire sortant : Hubert Dejean de La Batie (UDI)
- 27 sièges à pourvoir au conseil municipal (population légale 2022 : 7 015 habitants)
- 3 sièges à pourvoir au conseil communautaire (Le Havre Seine Métropole)

| Tête de liste | Tête de liste | Parti(s) | Nuance | Premier tour | Premier tour | Second tour | Second tour | Sièges | Sièges |
| Tête de liste | Tête de liste | Parti(s) | Nuance | Voix         | %            | Voix        | %           | CM     | CC     |
| ------------- | ------------- | -------- | ------ | ------------ | ------------ | ----------- | ----------- | ------ | ------ |

### Sotteville-lès-Rouen
- Maire sortant : Alexis Ragache (PS)
- 35 sièges à pourvoir au conseil municipal (population légale 2022 : 29 039 habitants)
- 6 sièges à pourvoir au conseil communautaire (Métropole Rouen Normandie)

| Tête de liste | Tête de liste | Parti(s) | Nuance | Premier tour | Premier tour | Second tour | Second tour | Sièges | Sièges |
| Tête de liste | Tête de liste | Parti(s) | Nuance | Voix         | %            | Voix        | %           | CM     | CC     |
| ------------- | ------------- | -------- | ------ | ------------ | ------------ | ----------- | ----------- | ------ | ------ |

### Terres-de-Caux
- Maire sortant : Jean-Marc Vasse (LR)
- 31 sièges à pourvoir au conseil municipal (population légale 2022 : 4 247 habitants)
- 4 sièges à pourvoir au conseil communautaire (Caux Seine agglo)

| Tête de liste | Tête de liste | Parti(s) | Nuance | Premier tour | Premier tour | Second tour | Second tour | Sièges | Sièges |
| Tête de liste | Tête de liste | Parti(s) | Nuance | Voix         | %            | Voix        | %           | CM     | CC     |
| ------------- | ------------- | -------- | ------ | ------------ | ------------ | ----------- | ----------- | ------ | ------ |

### Le Trait
- Maire sortant : Patrick Callais (DVG)
- 27 sièges à pourvoir au conseil municipal (population légale 2022 : 4 742 habitants)
- 1 siège à pourvoir au conseil communautaire (Métropole Rouen Normandie)

| Tête de liste | Tête de liste | Parti(s) | Nuance | Premier tour | Premier tour | Second tour | Second tour | Sièges | Sièges |
| Tête de liste | Tête de liste | Parti(s) | Nuance | Voix         | %            | Voix        | %           | CM     | CC     |
| ------------- | ------------- | -------- | ------ | ------------ | ------------ | ----------- | ----------- | ------ | ------ |

### Le Tréport
- Maire sortant : Laurent Jacques (PCF)
- 27 sièges à pourvoir au conseil municipal (population légale 2022 : 4 417 habitants)
- 6 sièges à pourvoir au conseil communautaire (CC des Villes Sœurs)

| Tête de liste | Tête de liste | Parti(s) | Nuance | Premier tour | Premier tour | Second tour | Second tour | Sièges | Sièges |
| Tête de liste | Tête de liste | Parti(s) | Nuance | Voix         | %            | Voix        | %           | CM     | CC     |
| ------------- | ------------- | -------- | ------ | ------------ | ------------ | ----------- | ----------- | ------ | ------ |

### Yvetot
- Maire sortant : Francis Alabert (DVG)
- 33 sièges à pourvoir au conseil municipal (population légale 2022 : 11 548 habitants)
- 18 sièges à pourvoir au conseil communautaire (CC Yvetot Normandie)

| Tête de liste | Tête de liste | Parti(s) | Nuance | Premier tour | Premier tour | Second tour | Second tour | Sièges | Sièges |
| Tête de liste | Tête de liste | Parti(s) | Nuance | Voix         | %            | Voix        | %           | CM     | CC     |
| ------------- | ------------- | -------- | ------ | ------------ | ------------ | ----------- | ----------- | ------ | ------ |